# Мечен
Мечен (Метен, Мтен) (древнеегип. Mṯn) — древнеегипетский вельможа эпохи Древнего царства, оставивший описание своей стремительной карьеры, сделанной в период правления фараона Снофру (ок. 2639/2589-2604/2554 гг. до н. э.). Номарх V (Саисского) и VI (Ксоисского) септов (номов) Нижнего Египта.

## Биография

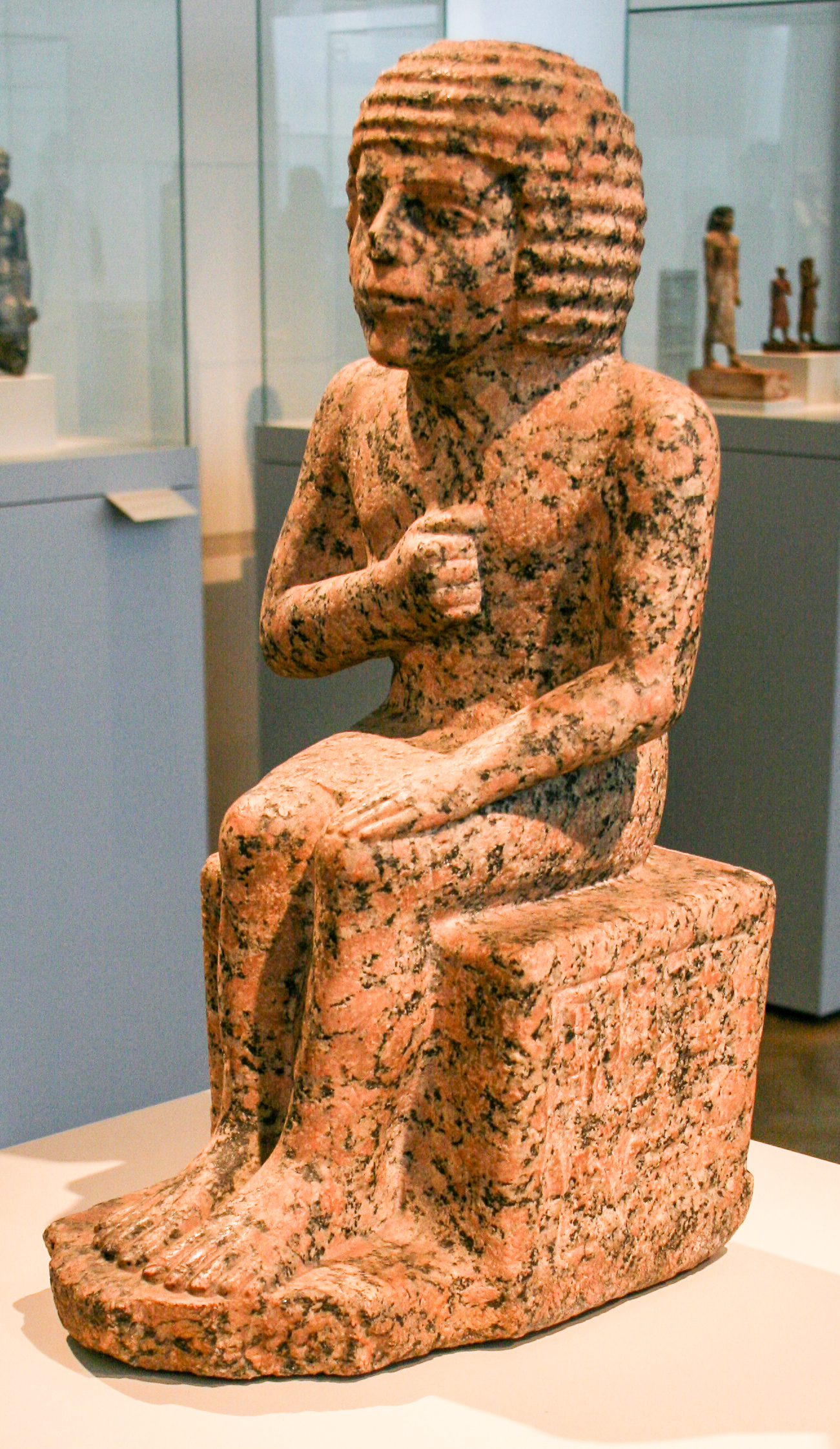
Статуя Мечена
Берлинский египтологический музей

Надписи из его гробницы в Саккаре повествуют о том, что Мечен родился в семье писца и судьи Инпуэманха и его жены Небсент, скорее всего в г. Ксоис. В наследство от отца Мечен не получил ни запасов зерна, ни домашнего имущества, только некоторое количество рабов и мелкого скота. Однако важнейшим наследством Мечена, полученным от отца, было умение читать и писать.
Поступив на царскую службу в Нижнем Египте, он вскоре получил должность первого писца продовольственных складов видимо в VI (Ксоисском) нижнеегипетском септе (номе), затем стал начальником имущества этих продовольственных складов. Следующим шагом по карьерной лестнице Мечена стало его назначение на пост глашатая и сборщика налогов с крестьян. После этого карьера Мечена развивалась с завидной стремительностью: правитель поселений Перкеда, судья полей (разрешавший споры о полевых границах), затем судья по всем земельным спорам VI (Ксоисского) нома, наместник округа Деп (Буто), наконец, наместник (номарх) VI (Ксоисского) нома, в состав которого был включен и округ Деп (Буто), писец-глашатай и начальник всего Царского льна. Однако достижение высокой должности номарха не стало пиком бюрократической карьеры Мечена. Вскоре он дополнительно получает полномочия главы царских посланцев в XVII (Кинополисский) верхнеегипетский ном и сборщика налогов в XVI (Мендесском) нижнеегипетском номе. В это время официальный титул Мечена звучал как «Начальник Страны, Наместник Нома, Начальник посланий для нома Инпут и Сборщик Налогов (?) для нома Хат-Мехит». Далее Мечен присоединил к своим многочисленным полномочиям должность правителя великого укрепления Перми и Персепа, а также стал номархом ещё и V (Саисского) нижнеегипетского септа (нома) и занял некий ключевой пост в III (Ливийском) нижнеегипетском септе.
И, наконец, Мечен получил полномочия Главы «upet», заключавшиеся в учреждении владений, которыми наделялись чиновники, занимавшие соответствующие государственные должности. Таким образом, на вершине карьеры Мечен стал одним из влиятельнейших вельмож Нижнего Египта, имевшим при этом титул «известного царю» (rekh nsut), который обычно давался только членам царской семьи.
Головокружительная чиновничья карьера Мечена, как следовало ожидать, сказалась и на его имущественном положении. Он приобрёл 12 земельных участков в трёх нижнеегипетских номах (Саисском, Ксоисском и Летопольском). В надписи из усыпальницы Мечена он с гордостью рассказывает потомкам о своих приобретениях: «200 арур поля с многочисленными царскими людьми: ежедневная жертва (для) святилища в 100 хлебов от храма Души, царской матери Энмаатхап; дом длиной в 200 локтей и шириной в 200 локтей, построенный, снабжённый: посажены деревья прекрасные, сделан в нём огромный пруд, посажены смоковницы и виноград... Посажены деревья и виноградник огромный, делают там вина очень много. Сделал он виноградник в две тысячи арур внутри стен; посажены деревья».